# Paranthrene mesothyris
Paranthrene mesothyris is een vlinder uit de familie wespvlinders (Sesiidae), onderfamilie Sesiinae.
Paranthrene mesothyris is voor het eerst wetenschappelijk beschreven door Hampson in 1919. De soort komt voor in het Afrotropisch gebied.